# Actinocyclus papillatus
Actinocyclus papillatus is een slakkensoort uit de familie van de Actinocyclidae. De wetenschappelijke naam van de soort is voor het eerst geldig gepubliceerd in 1878 door Bergh.